# James Heisig
James Heisig (1947) è un filosofo statunitense, studioso di fama internazionale di storia comparata delle religioni..

## Biografia
Laureato in filosofia a Cambridge, ha insegnato dapprima in università americane, per trasferirsi alla fine degli anni Settanta in Giappone, dove ha diretto il Nanzan Institute for Religion and Culture di Nagoya, istituto di ricerca che ha diretto dal 1991 al 2001,
Ha pubblicato oltre 45 saggi sulla storia delle religioni, tradotti nelle principali lingue del mondo. Da anni è coordinatore del progetto editoriale per la preparazione della storia completa della Filosofia giapponese.

## Libri
- Remembering the Kanji serie (1977, 1987, 1994)
- Heisig, James and Timothy Richardson, Remembering Simplified Hanzi 1. University of Hawaii Press, Honolulu (2009). e Remembering Traditional Hanzi 1. Il Volume 2 di entrambi è attualmente in preparazione.
- Imago Dei: A Study of C. G. Jung's Psychology of Religion (Studies in Jungian thought) (1979)
- Philosophers of Nothingness: An Essay on the Kyoto School (Nanzan Library of Asian Religion and Culture) (2001)